# Genfer Protokoll

Vertragsstaaten des Genfer Protokolls (Stand März 2023)

Das Genfer Protokoll (mit vollem Titel: Protokoll über das Verbot der Verwendung von erstickenden, giftigen oder ähnlichen Gasen sowie von bakteriologischen Mitteln im Kriege) ist ein völkerrechtlicher Vertrag, der am 17. Juni 1925 in der Schweizer Stadt Genf unterzeichnet wurde. Es verbietet den Gebrauch chemischer und biologischer Waffen, enthält allerdings keine Vorgaben zu deren Entwicklung, Herstellung und Lagerung. Aus diesem Grund wurden mit der Biowaffenkonvention (1972) und der Chemiewaffenkonvention (1993) zwei weitere Verträge abgeschlossen, die entsprechende Regelungen zu Rüstungsbeschränkungen und Abrüstungsverpflichtungen enthalten. Dem Genfer Protokoll, dessen Bestimmungen zuvor bereits als Völkergewohnheitsrecht galten, sind bisher 146 Vertragsparteien beigetreten.

## Historische Informationen
Die erstmalige großflächige Anwendung chemischer Waffen in einem Krieg erfolgte während des Ersten Weltkrieges, als durch deutsche Truppen in der Nähe der belgischen Stadt Ypern Chlorgas eingesetzt wurde. Dies stellte bereits zur damaligen Zeit einen Bruch bestehenden Völkerrechts dar, da der Einsatz von Gift als Mittel zur Kriegsführung sowohl explizit durch die 1899 und 1907 abgeschlossene Haager Landkriegsordnung als auch durch das Völkergewohnheitsrecht verboten war.
Nach dem Ersten Weltkrieg enthielt der 1919 abgeschlossene Friedensvertrag von Versailles ein Verbot für Deutschland, chemische Waffen zu produzieren oder zu importieren. Ähnliche Beschränkungen galten auch für die anderen Mittelmächte, also Österreich, Bulgarien und Ungarn. Die in der Triple Entente verbündeten Staaten handelten darüber hinaus im Jahre 1922 den Washingtoner Flottenvertrag aus. Aufgrund von Einwänden Frankreichs gegen die Regelungen zum Einsatz von U-Booten trat der entsprechende Vertrag, der auch eine Ächtung von Giftgas enthielt, jedoch nicht in Kraft.
Bei der vom 4. Mai bis zum 17. Juni 1925 stattfindenden Genfer Konferenz zur Überwachung des internationalen Waffenhandels schlug Frankreich die Verabschiedung eines Protokolls zum Verbot des Einsatzes chemischer Waffen vor. Auf Anregung der polnischen Delegation unter Kazimierz Sosnkowski wurde der Geltungsbereich des Abkommens auf bakteriologische Waffen ausgeweitet. Das entsprechende Protokoll wurde am 17. Juni 1925 unterzeichnet und trat am 8. Februar 1928 in Kraft.
Zu den 36 Erstunterzeichnern zählten: Ägypten, Äthiopien, Belgien, Brasilien, Bulgarien, Chile, Dänemark, Deutschland, El Salvador, Estland, Finnland, Frankreich, Griechenland, Großbritannien, Italien, Japan, Kanada, Lettland, Litauen, Luxemburg, Niederlande, Nicaragua, Norwegen, Polen, Portugal, Rumänien, Schweden, Spanien, Schweiz, Thailand, Tschechoslowakei, Türkei, Österreich, USA, Uruguay und Venezuela. Die jeweilige Ratifizierung des Protokolls erfolgte in der Regel in den darauf folgenden Jahren, konnte sich aber auch um Jahrzehnte verschieben. In Brasilien war dies zum Beispiel erst am 28. August 1970 der Fall, in El Salvador am 26. Februar 2008.

## Inhalte und Akzeptanz
Der Text des Protokolls nimmt hinsichtlich des Verbots des Einsatzes von erstickenden und giftigen Gasen und vergleichbaren Flüssigkeiten oder anderen Stoffen ausdrücklich Bezug auf deren zum Zeitpunkt der Vertragsunterzeichnung bereits akzeptierte gewohnheitsrechtliche Ächtung, indem für die Verurteilung des Gebrauchs dieser Substanzen die „allgemeine Meinung der zivilisierten Welt“ als Maßstab erwähnt wird. Darüber hinaus wird das „Gewissen und das Handeln der Nationen“ als Grundlage des Verbots genannt. Das Protokoll verpflichtet die Vertragsparteien explizit zur Anerkennung dieses Verbots sowie zur Ausdehnung auf bakteriologische Waffen. Die Unterzeichnerstaaten sind zudem angehalten, andere Staaten zum Beitritt zu veranlassen.
Mit Stand vom Oktober 2020 sind 145 Staaten und der Heilige Stuhl Vertragspartei des Abkommens, darunter mit den Vereinigten Staaten, Russland, dem Vereinigten Königreich, Frankreich und der Volksrepublik China alle fünf ständigen Mitglieder des Sicherheitsrates der Vereinten Nationen. Depositarstaat des Abkommens ist Frankreich. Österreich trat dem Abkommen am 9. Mai 1928, Deutschland am 25. April 1929 und die Schweiz am 12. Juli 1932 bei. Der bisher letzte Beitritt erfolgte am 5. Oktober 2020 durch Usbekistan. Das Genfer Protokoll zählt damit im Bereich des humanitären Völkerrechts zu den am längsten unverändert gültigen Verträgen.

## Ergänzende Regelungen
Im Jahr 1975 traten die Biowaffenkonvention und 1977 die Chemiewaffenkonvention in Kraft, die Einsatz, Herstellung, Lagerung, Besitz und Verkauf von Biowaffen bzw. den Einsatz, die Herstellung, den Besitz und die Weitergabe von chemischen Kampfstoffen verbieten. Diese beiden Konventionen gehen auch insoweit über das Genfer Protokoll hinaus, dass sie nicht mehr nur für den Kriegsfall gelten.